# Mali az 1988. évi nyári olimpiai játékokon
Mali a dél-koreai Szöulban megrendezett 1988. évi nyári olimpiai játékok egyik részt vevő nemzete volt. Az országot az olimpián 3 sportágban 6 sportoló képviselte, akik érmet nem szereztek.

## Atlétika
Férfi
| Versenyző      | Versenyszám | Előfutam | Előfutam | Előfutam | Negyeddöntő | Negyeddöntő | Negyeddöntő | Elődöntő | Elődöntő | Elődöntő | Döntő   | Döntő    |
| Versenyző      | Versenyszám | Idő      | Hely.    | Össz.    | Idő         | Hely.       | Össz.       | Idő      | Hely.    | Össz.    | Idő     | Helyezés |
| -------------- | ----------- | -------- | -------- | -------- | ----------- | ----------- | ----------- | -------- | -------- | -------- | ------- | -------- |
| Ousmane Diarra | 100 m       | 10,53    | 3.       | 37.      | 10,61       | 7.          | 41.         | kiesett  | kiesett  | kiesett  | kiesett | kiesett  |
| Ousmane Diarra | 200 m       | 21,55    | 6.       | 38.      | 21,46       | 8.          | 37.         | kiesett  | kiesett  | kiesett  | kiesett | kiesett  |
| Yaya Seyba     | 400 m       | 48,83    | 7.       | 59.      | kiesett     | kiesett     | kiesett     | kiesett  | kiesett  | kiesett  | kiesett | kiesett  |

Női
| Versenyző      | Versenyszám | Előfutam | Előfutam | Előfutam | Negyeddöntő | Negyeddöntő | Negyeddöntő | Elődöntő | Elődöntő | Elődöntő | Döntő   | Döntő    |
| Versenyző      | Versenyszám | Idő      | Hely.    | Össz.    | Idő         | Hely.       | Össz.       | Idő      | Hely.    | Össz.    | Idő     | Helyezés |
| -------------- | ----------- | -------- | -------- | -------- | ----------- | ----------- | ----------- | -------- | -------- | -------- | ------- | -------- |
| Aminata Diarra | 100 m       | 12,27    | 8.       | 54.***   | kiesett     | kiesett     | kiesett     | kiesett  | kiesett  | kiesett  | kiesett | kiesett  |
| Aminata Diarra | 200 m       | 25,81    | 7.       | 47.      | kiesett     | kiesett     | kiesett     | kiesett  | kiesett  | kiesett  | kiesett | kiesett  |

*** - három másik versenyzővel azonos eredményt ért el

## Cselgáncs
| Versenyző      | Versenyszám | Csoport | Selejtező         | 32-es főtábla                    | Nyolcaddöntő      | Negyeddöntő       | Elődöntő          | Vigaszág nyolcaddöntő | Vigaszág negyeddöntő              | Vigaszág elődöntő | Bronz- mérkőzés   | Döntő             | Helyezés |
| Versenyző      | Versenyszám | Csoport | Ellenfél Eredmény | Ellenfél Eredmény                | Ellenfél Eredmény | Ellenfél Eredmény | Ellenfél Eredmény | Ellenfél Eredmény     | Ellenfél Eredmény                 | Ellenfél Eredmény | Ellenfél Eredmény | Ellenfél Eredmény | Helyezés |
| -------------- | ----------- | ------- | ----------------- | -------------------------------- | ----------------- | ----------------- | ----------------- | --------------------- | --------------------------------- | ----------------- | ----------------- | ----------------- | -------- |
| Mamadou Keita  | Harmatsúly  | B       | erőnyerő          | Bujkó Tamás (HUN) · 0100–1000    | kiesett           | kiesett           | kiesett           |                       |                                   |                   |                   |                   | 20.      |
| Ousmane Camara | Könnyűsúly  | B       | erőnyerő          | Marc Alexandre (FRA) · 0000–1012 |                   |                   |                   |                       | Hajtós Bertalan (HUN) · 0000–1000 | kiesett           | kiesett           |                   | 9.       |

## Ökölvívás
RSC – a mérkőzésvezető megállította a mérkőzést
| Versenyző     | Versenyszám | Selejtező         | 32-es főtábla          | Nyolcaddöntő               | Negyeddöntő       | Elődöntő          | Döntő             | Helyezés |
| Versenyző     | Versenyszám | Ellenfél Eredmény | Ellenfél Eredmény      | Ellenfél Eredmény          | Ellenfél Eredmény | Ellenfél Eredmény | Ellenfél Eredmény | Helyezés |
| ------------- | ----------- | ----------------- | ---------------------- | -------------------------- | ----------------- | ----------------- | ----------------- | -------- |
| Kassim Traoré | Könnyűsúly  | erőnyerő          | Tobi Pelly (SUD) · 5:0 | Romallis Ellis (USA) · 0:5 | kiesett           | kiesett           | kiesett           | 9.       |